# Beruška (demo)
Beruška je demo pro počítače Sinclair ZX Spectrum z roku 1990. Autorem je Marek Fišer, který demo napsal pod jménem Kingfisher's Movie Studio.
Demo obsahuje melodii z písně Sluníčko, sluníčko, popojdi maličko a jednoduchou animaci teple oblečeného muže v dlani držícího berušku doplněnou samplovanou řečí. Po zaznění melodie muž požádá berušku: „Beruško, zazpívej“. Beruška zazpívá: „píp, píp, píp“ a muž jí zatleská.
Demo bylo v roce 1992 obsaženo jako programová příloha srpnového čísla časopisu Your Sinclair.